# Мой рай
«Мой рай» (укр. «Мій рай») — другий студійний альбом російської співачки МакSим. Реліз альбому відбувся 15 листопада 2007 року (в салонах «Евросеть» — з 13 листопада). На відміну від пісень альбому «Трудный возраст», які збиралися кілька років, композиції альбому «Мой рай» являли собою зовсім новий матеріал (крім пісень «Чужой» і «Зима», які були написані за кілька років до видання альбому). Критики дали, в основному, позитивні відгуки про альбом, особливо виділивши вокал співачки і гітарні партії, зазначивши поліпшення звучання, а також той факт, що цього разу МакSим представила більш зрілий матеріал.
«Мой рай» став другим успішним альбомом співачки, розійшовшись тиражем понад 500 тисяч примірників у перший тиждень продажів. Загальний проданий тираж альбому, за різними даними, становить від 1 мільйона 300 тисяч до 2-х мільйонів екземплярів. Заголовна пісня альбому «Мой рай» стала однією з найуспішніших композицій співачки, розійшовшись тиражем понад 1 мільйон 200 тисяч примірників, як цифровий сингл. Альбом отримав сім платинових і один діамантовий статус в Росії.
Диск отримав нагороду премії Муз-ТВ 2008 року в номінації «Найкращий альбом». На підтримку альбому був організований концертний тур під однойменною назвою, в ході якого співачка дала більше 90 концертів.

## Списки композицій

### Звичайне видання
| #   | Назва            | Автор                              | Тривалість |
| --- | ---------------- | ---------------------------------- | ---------- |
| 1.  | «Секретов нет»   | Марина Абросимова, Которова В. В.  | 3:44       |
| 2.  | «Научусь летать» | Марина Абросимова                  | 3:51       |
| 3.  | «Мой рай»        | Марина Абросимова                  | 3:36       |
| 4.  | «Любовь»         | Марина Абросимова, Которова В. В.  | 3:24       |
| 5.  | «Лучшая ночь»    | Марина Абросимова, Д. Комаров      | 3:51       |
| 6.  | «Не отдам»       | Марина Абросимова                  | 3:07       |
| 7.  | «Open Air Sochi» | Марина Абросимова                  | 3:39       |
| 8.  | «Зима»           | Марина Абросимова, Е. Гребнева     | 3:17       |
| 9.  | «Чужой»          | Марина Абросимова                  | 5:22       |
| 10. | «Звезда»         | Марина Абросимова                  | 3:18       |
| 11. | «Лучшая ночь»    | Марина Абросимова, Дмитрий Комаров | 4:10       |
| 12. | «Мой рай»        | Марина Абросимова                  | 8:13       |

### Подарункове видання
| #   | Назва                        | Автор                              | Тривалість |
| --- | ---------------------------- | ---------------------------------- | ---------- |
| 1.  | «Секретов нет»               | Марина Абросимова, Которова В. В.  | 3:44       |
| 2.  | «Научусь летать»             | Марина Абросимова                  | 3:51       |
| 3.  | «Мой рай»                    | Марина Абросимова                  | 3:36       |
| 4.  | «Любовь»                     | Марина Абросимова, Которова В. В.  | 3:24       |
| 5.  | «Лучшая ночь»                | Марина Абросимова, Д. Комаров      | 3:51       |
| 6.  | «Не отдам»                   | Марина Абросимова                  | 3:07       |
| 7.  | «Open Air Sochi»             | Марина Абросимова                  | 3:39       |
| 8.  | «Зима»                       | Марина Абросимова, Е. Гребнева     | 3:17       |
| 9.  | «Чужой»                      | Марина Абросимова                  | 5:22       |
| 10. | «Звезда»                     | Марина Абросимова                  | 3:18       |
| 11. | «Лучшая ночь»                | Марина Абросимова, Дмитрий Комаров | 4:10       |
| 12. | «Мой рай»                    | Марина Абросимова                  | 5:28       |
| 13. | «Наше Лето» (МакSим і Баста) | Вакуленко В. М., Марина Абросимова | 6:39       |